# Dalil Boubakeur

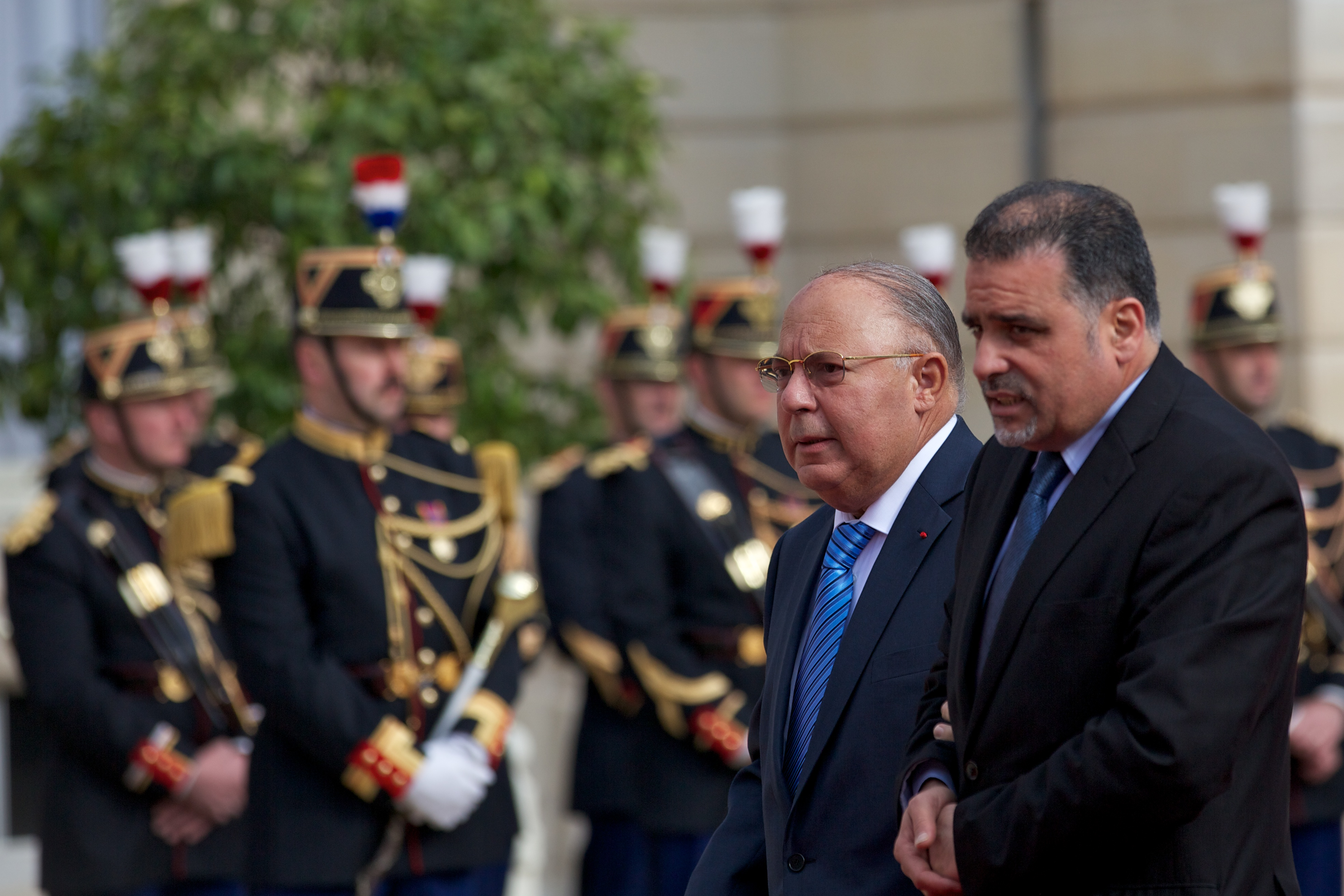
Dalil Boubakeur (in der Mitte) bei der Amtseinführung von François Hollande am 16. Mai 2012

Dalil Boubakeur (auch: Dalil Bu-Bakr oder Bubakir, arabisch دليل بوبكر; * 2. November 1940 in Philippeville, heute Skikda im Nordosten Algeriens) ist ein hoher islamischer Würdenträger in Frankreich. Derzeit (2016) ist er Rektor der Grande Mosquée de Paris.

## Leben und Positionen
Von 2003 bis 2008 war er der erste Vorsitzende des islamischen Dachverbands Conseil français du culte musulman.
Boubakeur gilt – neben dem Imam Hassen Chalghoumi in Drancy bei Paris und dem Mufti Soheib Bencheikh aus Marseille – als ein Vertreter des „liberalen“ säkularen Islam in Europa. Er „gehört zu den Euro-Muslimen, die nicht nur europäische Verfassungen sowie die Trennung zwischen Religion und Politik bejahen, sondern auch den Mut haben, die 'im Namen des Islam' verübten Blutmassaker in seiner Ursprungsheimat Algerien offen auf der Basis eines aufgeklärten Islam zu verurteilen“ Boubakeur hat sich wiederholt gegen die Vollverschleierung der Muslimin ausgesprochen sowie gegen demonstrative Minarette und Muezzinrufe. Boubakeur fordert, dass „die Muslime sich der europäischen Gesellschaft weiter öffnen müssen“.
Für seine Haltung wurde er mehrfach von islamischen Extremisten mit dem Tode bedroht und wurde deshalb unter Personenschutz gestellt.
2015 schlug er im Radio vor, angesichts des Mangels an Gebetsräumen für Muslime könnten manche der leer stehenden Kirchen Frankreichs in Moscheen umgewandelt werden. Der Schriftsteller Denis Tillinac veröffentlichte daraufhin einen Aufruf unter dem Titel Hände weg von meiner Kirche. Offener für die Anregung Boubakeurs zeigten sich der Bischof Michel Dubost und der Schriftsteller Pierre Daum.
Nach dem Brand von Notre-Dame in Paris 2019 rief Dalil Boubakeur die Muslime Frankreichs dazu auf, „sich an der Spendenaktion für den Wiederaufbau zu beteiligen“.

## Bibliographie
- Le choc des religions : juifs, chrétiens, musulmans, la coexistence est-elle possible ?
- Les Défis de l’Islam
- L’Appel au dialogue
- Non, l’Islam n'est pas une politique (zusammen mit Virginie Malabard), 2003
- L’Islam de France sera libéral
- La Charte du culte musulman
- Le Licite et l’Illicite dans l’Islam

## Aufsätze
- Dalil Boubakeur: Islam in Europa – die französische Erfahrung, in: Peter Graf (Hg.), „Islam im Westen – der Westen im Islam“